# 卡利耶卡维莱
卡利耶卡维莱（Kaliyakkavilai），是印度泰米尔纳德邦甘尼亞古馬里縣的一个城镇。

## 人口
该地2001年总人口13,307人，其中男性6,580人，女性6,727人；0－6岁人口1,458人，其中男710人，女748人；识字率77.28%，其中男性为81.12%，女性为73.51%。